# Шаповалов, Александр Иванович
Александр Иванович Шаповалов (9 февраля 1932 года, Ленинград, СССР — 28 сентября 1983 года, там же) — советский физиолог, специалист в области нейрофизиологии, член-корреспондент АН СССР (1981).

## Биография
Родился 9 февраля 1932 года в Ленинграде. Отец — врач, хирург, специалист в области сосудистой хирургии И. П. Шаповалов. Жена — профессор Ксения Бесарионовна Шаповалова.
В 1950-х — 1960-х годах в 1-м Ленинградском медицинском институте: до 1955 года студент, затем до 1958 года аспирант кафедры фармакологии, после чего 7 лет преподавал на кафедре фармакологии, доцентом которой был до 1964 года. Будучи аспирантом, некоторое время работал в лаборатории П. Г. Костюка киевского Института физиологии имени А. А. Богомольца, где и заинтересовался физиологией.
В 1965 году по приглашению Е. М. Крепса перешёл в Институте эволюционной физиологии и биохимии им. И. М. Сеченова, где был основал лабораторию физиологии нервной клетки, бессменным руководителем которой был вплоть до своей смерти. 29 декабря 1981 года избран членом-корреспондентом отделения физиологии человека и животных.
Умер в Ленинграде 28 сентября 1983 года после тяжёлой непродолжительной болезни. Похоронен на Серафимовском кладбище Санкт-Петербурга рядом с женой. В том же году за цикл работ «Синаптические механизмы в центральной нервной системе» был посмертно награждён премией имени И. М. Сеченова

## Научная деятельность

## Награды
- Премия имени И. М. Сеченова (1983, посмертно) — за цикл работ «Синаптические механизмы в центральной нервной системе»[7]